# Friston, East Sussex
Friston är en by i civil parish East Dean and Friston, i distriktet Wealden, i grevskapet East Sussex i England. Byn är belägen 18 km från Lewes. Friston var en civil parish fram till 1990 när blev den en del av East Dean and Friston. Civil parish hade 241 invånare år 1961.